# قطعنامه ۱۹۸۶ شورای امنیت
قطعنامه ۱۹۸۶ شورای امنیت سازمان ملل متحد که در تاریخ ۱۳ ژوئن ۲۰۱۱ تصویب شد، سندی بین‌المللی دربارهٔ بررسی وضعیت قبرس است. این قطعنامه طی نشست ۶۵۵۴ام با ۱۵ رای موافق، ۰ مخالف و ۰ ممتنع تصویب شد.